# بيل غلين
بيل غلين (بالإنجليزية: Bill Glynn)‏ هو لاعب كرة قاعدة أمريكي، ولد في 30 يوليو 1925 في ساسكس في الولايات المتحدة، وتوفي في 15 يناير 2013 في سان دييغو في الولايات المتحدة.

## وصلات خارجية
- بيل غلين على موقع دوري كرة القاعدة الرئيسي (الإنجليزية)
- بيل غلين على موقعبيزبول رفرنس.كوم (الدوري الرئيسي) (الإنجليزية)
- بيل غلين على موقعبيزبول رفرنس.كوم (الدوري الثانوي) (الإنجليزية)
- بيل غلين على موقع جمعية أبحاث البيسبول الأمريكية (الإنجليزية)
- بيل غلين على موقع إي إس بي إن.كوم (أم.أل.بي) (الإنجليزية)
- بيل غلين على موقع مشجعي الرسوم البيانية (الإنجليزية)